# Iustinian Teculescu
Iustinian Teculescu (n. 1 noiembrie 1865, Voinești - Covasna – d. 16 iulie 1932, Brașov) a fost un cleric ortodox român, care a avut rangul de episcop al Armatei, cu sediul la Alba Iulia (1922–1924) și apoi pe cel de episcop al Cetății Albe și Ismailului (1924–1932). În 1891, Iustinian Teculescu s-a cǎsǎtorit cu Eliza Comǎnescu, fiica preotului Iosif Comănescu din Codlea. În 1909, Iustinian Teculescu a rămas văduv cu șapte copii, după decesul soției sale.